# 麻黃鹼
麻黃鹼（英語：ephedrine）是一種中樞神經系統 (簡稱CNS) 興奮劑，常用於預防麻醉期間出現的低血壓。它也用於治療氣喘、發作性嗜睡病和肥胖症，但均非首選藥物。它在治療鼻塞的益處尚不清楚。給藥方式有口服、肌肉注射、靜脈注射或皮下注射。靜脈注射後生效最快，肌肉注射將需20分鐘，口服則需要1小時才能開始作用。注射給藥時，其效力持續時間約為一小時，而口服的效力持續時間可達四小時。
使用後常見的副作用有睡眠困難、焦慮、頭痛、幻覺、高血壓、心跳過速、食慾不振和尿瀦留。嚴重的副作用有中風和心肌梗塞。雖然個體於懷孕期間使用可能對胎兒無安全顧慮，但在該群體中的研究很少，宜謹慎使用。不建議在母乳哺育期間的個體使用以保障嬰兒安全。麻黃鹼通過誘導正腎上腺素（或稱去甲腎上腺素）的釋放而發生作用，因此間接激活α腎上腺素受體和β腎上腺素受體。從化學角度來看，麻黃鹼是一種取代安非他命，並且是 (1R,2S)-β-羥基-N-甲基安非他命的對映異構體。
麻黃鹼於1885年首度被成功萃取，並於1926年進入商業用途。它已被納入世界衛生組織基本藥物標準清單之中。市面上有其通用名藥物流通。它通常是麻黃屬植物中常見的物質。美國法律不允許含有麻黃鹼的非處方膳食補充劑販售，但用於中藥學的補充劑除外，用"má huáng（麻黃）"指出其中含有此種物質。

## 醫療用途

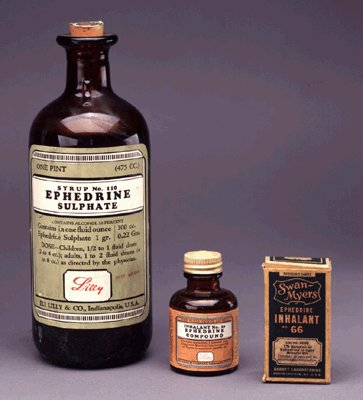
由左至右 - 硫酸鹽麻黃鹼（1932年）、麻黃鹼合成物（1932年）及Swan-Myers藥廠出品的66號麻黃鹼吸入劑（約1940年）。

麻黃鹼是一種非兒茶酚胺擬交感神經藥，其心血管作用與腎上腺素相似：可升高血壓、心跳和心肌收縮力。麻黃鹼與偽麻黃鹼一樣，是一種支氣管擴張藥，但偽麻黃鹼的作用要小很多。
麻黃鹼可以減少暈動病，但它主要用於減少其他用於暈動病藥物的鎮靜作用。
麻黃鹼也被發現對幼兒期先天性肌無力症候群具有快速且持久的反應性，甚至對具有新型COLQ基因突變的成年人（會導致重症肌無力）也具有快速且持久的反應性。
經由靜脈快速推注給藥後，重新給藥時通常需要增加劑量以抵消急速耐藥性的發生，這是由於持續刺激導致體內兒茶酚胺耗竭，而產生藥物耐受性。

### 減肥
麻黃鹼因尤其可降低體脂肪，可達到短期適度減肥的目的，但此藥物的長期影響尚不清楚。在小鼠身上的實驗，已知麻黃鹼會刺激棕色脂肪組織中的產熱作用，但由於成年人體內只有少量棕色脂肪，因此推測產熱主要發生在骨骼肌中。麻黃鹼可降低胃排空的速度。咖啡因和茶鹼等黃嘌呤與麻黃鹼在減肥方面具協同作用，而導致商家創建及行銷三者合併的複方產品。其中一種稱為ECA stack，含有麻黃鹼、咖啡因和阿斯匹靈，是參與健美比賽者在賽前減少體內脂肪常用的補充劑。 於2021年所作的一項系統性回顧發現個體使用麻黃鹼比使用安慰劑者減少2公斤的體重（4.4磅），提高心率，降低體內低密度脂蛋白水平，提高高密度脂蛋白水平，但血壓方面無統計學上的顯著差異。

### 市售配方
麻黃鹼在美國是以靜脈注射液形式的處方藥銷售，品牌名稱有Akovaz、Corphedra、Emerphed和Rezipres,也有通用名藥物販售。市面有非處方藥以每片12.5和25毫克口服片劑形式，用作支氣管擴張劑，以及作舒緩鼻塞的0.5%濃度鼻噴劑。麻黃鹼也可與癒創甘油醚組成複方的口服片劑和藥水。麻黃鹼在藥品中通常以鹽酸鹽或硫酸鹽的形式存在，以增加其穩定性和溶解度。

## 禁忌症
麻黃鹼不可與某些抗憂鬱劑（即去甲腎上腺素-多巴胺再吸收抑制劑（簡稱NDRI））一起使用，因為這會導致使用者的血清正腎上腺素水平過高而可能導致一系列併發症。
安非他酮是一種抗憂鬱藥，具有與麻黃鹼相似的苯丙胺樣結構，是一種NDRI。其作用更類似安非他命，而非氟西汀，因為它的主要治療作用涉及正腎上腺素，在較小程度上涉及多巴胺，但它也會從突觸前裂釋放一些血清素。它不應與麻黃鹼一起使用，因為可能會增加副作用的可能性。
麻黃鹼應謹慎用於以下患者：
- 水分補充不足者
- 腎上腺功能障礙者
- 缺氧者
- 高碳酸血症者
- 酸中毒者
- 高血壓者
- 甲狀腺機能亢進者
- 攝護腺肥大症者
- 糖尿病患者
- 心血管疾病患者
- 孕婦於分娩期間，血壓超過130/80毫米汞柱時
- 進行母乳哺育的女性

個體於懷孕期間使用麻黃鹼可能對胎兒有風險的顧慮，一般不建議使用。 只在個體病情嚴重，且其他藥物無法作用的情況下，才可能經醫師評估後謹慎進行。

## 副作用
麻黃鹼是一種有潛在危險性的天然化合物，截至2004年，美國食品藥物管理局（FDA）已收到超過18,000份有關使用後出現不良反應的報告。
全身給藥（例如注射或口服方式）出現的藥物不良反應（ADR）較局部給藥（如鼻腔噴藥）更為常見。與麻黃鹼治療相關的不良反應有：
- 心血管：心跳過速、心律不整、心絞痛、高血壓引起的血管收縮
- 皮膚：潮紅、出汗、痤瘡
- 消化道：噁心
- 泌尿生殖系統：由於腎動脈血管收縮而導致排尿減少，排尿困難並不罕見，因為麻黃鹼等α-腎上腺素受體激動劑（英语：Alpha-adrenergic agonist）會收縮尿道括約肌，此作用類似於交感神經系統活化時對泌尿系統的影響。
- 神經系統：煩躁、精神錯亂、失眠、輕度欣快感、躁狂/幻覺（罕見，除先前存在精神疾病外）、妄想、蟻走感（英语：formication）（可能有，但缺乏書面證據）偏執狂、敵意、恐慌、激動
- 呼吸系統：呼吸困難、肺水腫
- 其他：頭暈、頭痛、震顫、高血糖反應、口乾

## 過量
使用過量的麻黃鹼會引起血壓快速上升。個體出現使用過量的情況時，須時時監測血壓，必要時可施用注射型降血壓藥處理，如果有呼吸急促或出現發紺，須確保患者氣道暢通並提供機械換氣。

## 藥物交互作用
麻黃鹼與單胺氧化酶抑制劑（MAOIs）如苯乙肼和反苯環丙胺一起使用可能會導致高血壓危機。

## 藥理學

### 藥效學
麻黃鹼是一種擬交感神經藥，作用於部分交感神經系統 (SNS)。其主要作用機制依賴間接刺激腎上腺素受體系統，通過增加正腎上腺素在突觸後α和β受體上的活性。藥物與α受體直接相互作用的可能性不大，但仍有爭議。左旋麻黃鹼，特別是其立體異構體去甲偽麻黃鹼（也存在於麻黃鹼中）具有間接擬交感神經藥作用，且由於其能夠穿過血腦屏障，因此它是一種類似於安非他命的中樞神經系統興奮劑，但不太明顯，因為它在大腦中釋放正腎上腺素和多巴胺，與安非他命的釋放位置不同。

### 藥物動力學

#### 吸收
麻黃鹼的口服劑生物利用度為88%。口服後15至60分鐘開始作用，肌肉注射後10至20分鐘開始作用，靜脈輸注後則在數秒內開始作用。

#### 分佈
此藥物的血漿蛋白結合率約為24%至29%，其中5%至10%與人類血清白蛋白結合。

#### 代謝
大部分麻黃鹼不會被代謝。正腎上腺素（苯丙醇胺）是麻黃鹼經由N-去甲基化形成的活性代謝物。口服劑的麻黃鹼中約8%至20%去甲基化為正腎上腺素，約4%至13%氧化脫氨為苯甲酸，一小部分轉化為1,2-二羥基-1-苯基丙烷。

#### 消除
麻黃鹼主要經由尿液排出體外，其中60%（範圍 53-79%）以原形排出。
麻黃鹼的生物半衰期為6小時。口服作用時間為2至4小時，靜脈或肌肉注射作用持續時間為60分鐘。
麻黃鹼的排泄取決於尿液的pH值。

## 化學
麻黃鹼是一種擬交感神經藥和取代安非他命。它的分子結構與苯丙醇胺、甲基安非他命和腎上腺素相似。從化學角度來看，它是一種具有苯乙胺骨架的生物鹼，存在於麻黃屬的各種植物中。它主要透過增加腎上腺素受體上正腎上腺素的活性來發揮作用。此藥物通常以鹽酸鹽或硫酸鹽的形式銷售。

麻黃鹼的四種立體異構體。

鹽酸鹽麻黃鹼的熔點為187−188°C。

### 體液檢測
麻黃鹼可在人體血液、血漿或尿液中進行定量檢測，以監測運動員可能的濫用、確認中毒診斷或協助法醫進行死因調查。許多針對安非他命的商業免疫分析篩檢與麻黃鹼明顯發生交叉反應，但利用色層分析法可輕鬆將麻黃鹼和其他苯乙胺衍生物區分。服用該藥物患者的血液或血漿麻黃鹼濃度通常在20-200微克/升（μg/L）的範圍，濫用者或中毒者的在300-3,000微克/升的範圍，在急性致命過量用藥情況下的在3-20毫克/升的範圍。目前世界反運動禁藥機構(WADA) 對運動員尿液中麻黃鹼設定的底線標準為10微克/升。

## 歷史

### 亞洲

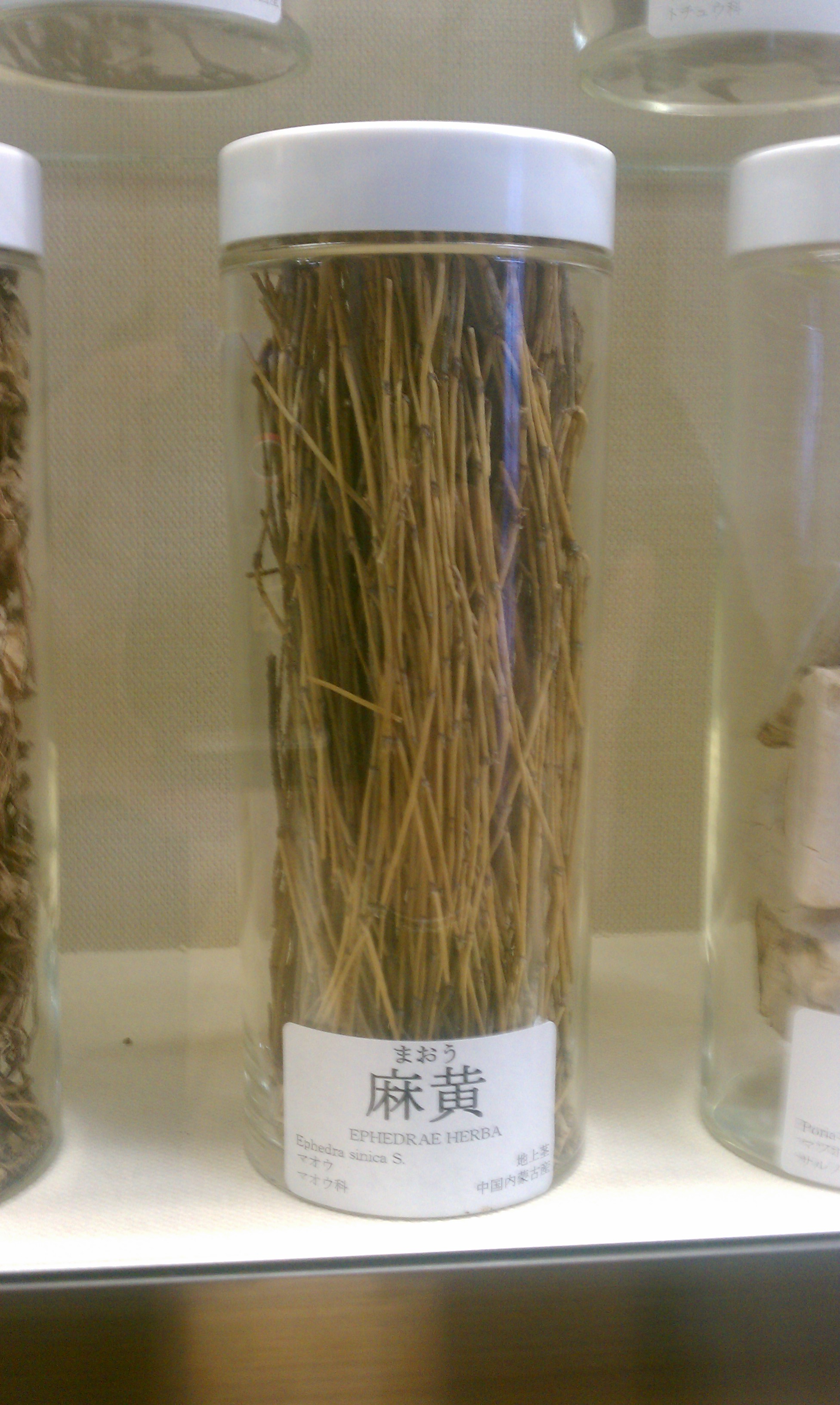
麻黃生藥

中醫學將天然形式的麻黃鹼稱為"麻黃（máhuáng）"，自漢朝（公元前206年至公元220年）起就被作為一種平緩氣喘劑和興奮劑使用。傳統中醫在過去幾個世紀均用麻黃來治療氣喘和支氣管炎。
日本有機化學家長井長義於1885年根據其對日本和中國傳統草藥的研究，首先以化學合成方式製成麻黃鹼。
中國於1920年代開始以工業化方式生產麻黃鹼，經由默克製藥以麻黃素的名義推廣和銷售這種藥物。 中國於1926年至1928年兩年間向西方出口的麻黃素從4噸增加到216噸。

### 西醫
麻黃鹼於1926年首次在美國被引入醫療用途。
美國Vicks製藥於1948年推出一款含硫酸鹽麻黃鹼活性成分的滴鼻劑上市（商品名Vatronol），可快速緩解鼻充血，此產品現已停止銷售。

## 毒品与兴奋剂

### 毒品

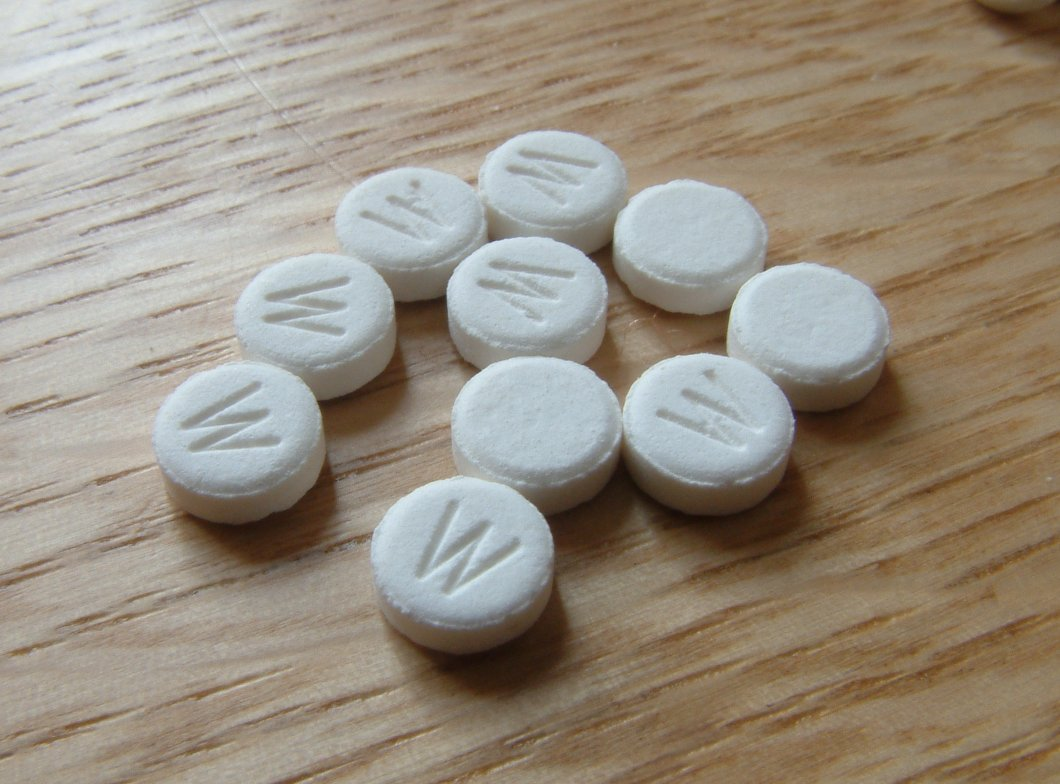
麻黃鹼片劑

麻黃鹼是一種苯乙胺，其化學結構與安非他命類似，是一種甲基安非他命類似物，具有甲基安非他命結構，且β位有羥基。由於麻黃鹼的結構與甲基安非他命相似，因此可透過化學還原除去麻黃鹼的羥基來製造甲基安非他命，使得麻黃鹼成為非法製造甲基安非他命備受追捧的前驅物。
將麻黃鹼還原為甲基安非他命的最流行方法與伯奇還原反應類似。第二種最受歡迎的方法是使用紅磷和碘與麻黃鹼反應。此外，麻黃鹼可透過簡單的氧化合成甲卡西酮（被《精神藥物公約》和受管制物質法案列為表一類受管制物質）。因此麻黃鹼被《聯合國禁止非法販運麻醉藥品和精神藥物公約》列為表一類前體藥物。
兴奋剂
麻黃鹼經常被用作運動和體能活動中的表現增強物質。它可提高心率、血壓和心肌收縮力，且可作興奮劑使用。麻黃鹼通常與咖啡因一起用於增強體能表現。

## 化学制剂
在化學合成中，麻黃鹼被大量用於手性助劑的用途（通過使用手性助劑，可更有效合成具有生物活性的化合物，如藥物和天然產物）。

作為手性助劑用途的麻黃鹼。

例如在合成沙奎那韋（一種抗反轉錄病毒藥物）的過程中，為分離出具有特定結構的半酸分子，科學家會將它與左旋麻黃鹼結合形成鹽，這個鹽的形成有助於將需要的半酸從其他物質中分離出來。

## 法律地位

#### 加拿大
加拿大衛生部於2002年1月發佈自願召回令，將所有每劑含量超過8毫克的麻黃鹼產品、所有麻黃鹼與其他興奮劑（例如咖啡因）的組合以及所有用於減肥或健美適應症的麻黃鹼產品收回，理由是存在嚴重健康風險。麻黃鹼仍以口服舒緩鼻塞藥，以8毫克片劑的形式作為天然保健品出售，每包的麻黃鹼含量限量為0.4克（400毫克），這是加拿大《管制藥物和物質法》規定的成分上限，麻黃鹼被認為是A類前驅藥物。

#### 美國
FDA於1997年提出一項關於麻黃（可萃取麻黃鹼的草藥）的法規，將麻黃劑量限制為8毫克（活性麻黃鹼），每天用量不超過24毫克。該擬議規則於2000年被撤回，部分原因是"該機構所提出的特定膳食成分含量和產品使用期限的依據，受到廣泛質疑。"FDA於2004年對非哮喘、感冒、過敏、其他疾病或傳統亞洲使用的麻黃鹼生物鹼發佈禁令。美國猶他聯邦地區法院於2005年4月14日裁定FDA沒適當的證據表明低劑量麻黃鹼生物鹼實際上並不安全，但美國聯邦第十巡迴上訴法院於2006年8月17日裁定，維持FDA的最終規則，宣佈所有含麻黃鹼生物鹼的膳食補充劑均被摻假，因此在美國銷售屬於非法。此外，麻黃鹼被國家大學體育協會、美國職業棒球大聯盟、國家美式足球聯盟和美國職業高爾夫球員協會禁用。然而，麻黃鹼在膳食補充劑以外的許多應用中仍屬合法。目前對其採購會受到限制和監控，具體情況因州而異。
美國眾議院於2005年通過打擊安非他命流行法案，作為《美國愛國者法》的更新修正案。此法案於2006年3月6日由喬治·沃克·布希（小布希）總統簽署成為法律，其中修訂美國法典 (21 USC 830)中有關銷售含有麻黃鹼和密切相關的偽麻黃鹼的產品。這兩種物質都被用作生產甲基安非他命的前體，為阻止這類非法使用，聯邦法對銷售此類產品的商家提出下列要求：
- 所有購買均須留下記錄，標明買方的姓名和地址，記錄保存兩年
- 需要驗證所有購買者的身份證明
- 對收集的個人資訊提供的保護和揭露方法
- 向美國司法部長報告任何可疑付款或受管制產品失踪的情況
- 受管制產品中的非液體劑型只能以單位劑量泡罩包裝出售
- 受管制產品應保存在櫃檯後面或上鎖的櫃子中，管制接觸
- 每日向單一購買者銷售的受管制產品不得超過3.6克，（不論交易數量）
- 每月向單一購買者銷售的受管制產品中的偽麻黃鹼含量不得超過9克

法案對採郵購方式有類似的規定，但每月銷售限量為7.5克。
含有麻黃鹼的純草藥或茶在美國仍可合法銷售。法律限制/禁止其作為膳食補充劑（片劑）或作為其他產品（如減肥藥）的成分/添加劑出售。

#### 澳大利亞
麻黃鹼和所有包含它的麻黃屬物種均被視為《藥物和毒物的統一調度標準》中附表4物質。附表4藥物被視為純處方藥或處方動物藥 - 只有經州或地區允許的人才能使用或供應的物質，並且應根據前述《調度標準》由藥劑師依據處方箋提供。

#### 南非
在南非，麻黃鹼於2008年5月27日移至《1965年藥品及相關物質法》附表6中，使得純麻黃鹼片劑僅能作為處方藥。每片含麻黃鹼最多30毫克的片劑與其他藥物組合仍可作為非處方藥使用（附表1和2），用於治療鼻竇不適、感冒和流行性感冒。

#### 德國
麻黃鹼於2001年之前可在德國的藥房中自由購買。之後由於購買均非作治療用途，而受到管制。同樣的，購買麻黃也只能憑處方箋從事。自2006年4月起，所有含麻黃鹼的產品，包括植物部分，都必須憑處方箋才得購買。

## 來源

麻黃鹼的假設生物合成途徑 - 徑涉及左旋-苯丙氨酸和丙酮酸兩種化合物的轉化。

傳統上麻黃鹼是從植物麻黃和麻黃屬的其他成員中萃取。麻黃鹼和中藥原料在中國大量生產。截至2007年，中國各公司每年從3萬噸麻黃（約為中藥用量的十倍）中生產價值1,300萬美元的麻黃素作出口用。
有採用苯甲醛、肉桂酸和1-苯基丙酮等進行化學合成麻黃鹼及偽麻黃鹼的報導。
也有研究人員探討以生物合成途經生產麻黃鹼的方式。